# ガガガSPベストアルバム
『ガガガSPベストアルバム』は、日本のパンク・ロックバンド、ガガガSPのベスト・アルバムである。2007年4月25日発売。発売元はソニー・ミュージックレコーズ。

## 概要
幻の1stシングル「京子ちゃん」から、ソニーミュージック在籍時にリリースされたシングル曲を全13曲収録している。初のベスト盤であるが、この作品を最後にガガガSPはソニーミュージックを離れ、インディーズレーベル「俺様レコード」を立ち上げた。

## 収録曲

### CD
1. 京子ちゃん（4:36）
作詞・作曲：コザック前田
2000年12月に発売された1stシングル。現在シングルCDは廃盤。
2. 線香花火（5:00）
作詞・作曲：コザック前田
2001年8月に発売された2ndシングル。
3. 卒業（4:22）
作詞・作曲：コザック前田
2002年1月に発売された3rdシングル。PVに出演している女子高校生役は金子愛。自身のメジャーデビュー作。
4. 国道二号線（3:59）
作詞・作曲：コザック前田
2002年8月に発売された4thシングル。シングルはカップリング曲「梅男」の歌詞の関係でインディーズから発売された。
5. 晩秋（2:40）
作詞・作曲：コザック前田
2002年10月に発売された5thシングル。
6. 満月の夕（3:10）
作詞・作曲：山口洋・中川敬
2003年1月に発売された6thシングル。ソウル・フラワー・ユニオン、ヒートウェイヴのカバー。
7. 祭りの準備（4:55）
作詞・作曲：コザック前田
2004年5月に発売された7thシングル。PVに天川美穂が出演している。
8. 忘れられない日々（3:37）
作詞・作曲：コザック前田
2004年8月に発売された8thシングル。PVには、森三中が出演している。
9. はじめて君としゃべった（2:58）
作詞・作曲：桑原康伸
2005年2月に発売された9thシングル。テレビ東京系アニメ『NARUTO -ナルト-』エンディングテーマ曲。
10. つなひき帝国（3:09）
作詞・作曲：コザック前田
2005年5月に発売された10thシングル。ダイドー『D SPORTs MIU』のCMソング&NHK『めざせ!会社の星』テーマソング。
11. 全国無責任時代（3:56）
作詞：ガガガSP、作曲：コザック前田
上記の「つなひき帝国」と同じシングルCDに収録されている曲。テレビ東京系アニメ『ケロロ軍曹』2代目オープニングテーマ。
12. 夢のような日々(3:26)
作詞・作曲：山本聡
2006年1月に発売された11thシングル。PVには、笑い飯の西田幸治が出演している。
13. 人間なのさ(5:10)
作詞・作曲：コザック前田
2006年4月に発売された12thシングル。アイフルのCMソング。

### DVD
ツアー2006「青春狂時代」
7月29日　渋谷チェルシーホテル
1. 元町サンセット通り
2. 青春時代
3. 忘れられない日々

9月9日　ファイナルなんばハッチ
1. 弱男
2. 国道二号線